# FK Liepājas Metalurgs

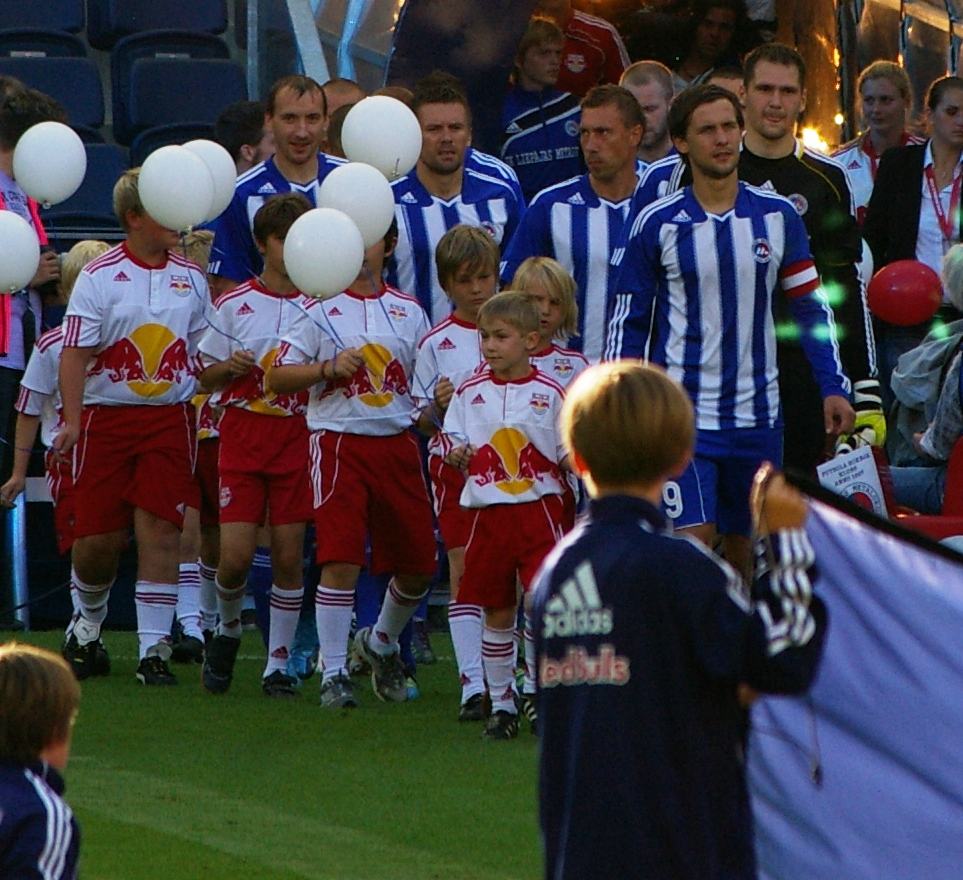
Ronda clasificatoria de la UEFA Europa League 2011-12 en Salzburg ante el FC Red Bull Salzburg.

El FK Liepāja (nombre completo en letón: Futbola klubs Liepāja) fue un equipo de fútbol de Letonia fundado en el año 1997 en la ciudad de Liepaja y que alguna vez jugó en la Virsliga, la liga más importante de fútbol del país.
El equipo disputó sus partidos como local en el Estadio Daugava, con capacidad para 5 100 espectadores. 
En 2005 el Liepajas Metalurgs (nombre que llevó el equipo hasta el 2014) se convirtió en el primer equipo que no sea Skonto FC de Riga en ganar la Virsliga desde que la liga se reinició en 1991.
Es considerado uno de los equipos históricos y más laureados en la historia del fútbol letón con más de 20 trofeos nacionales.
El club desapareció en el año 2013, cediendo el lugar al FK Liepāja para la temporada 2014.

## Palmarés
Campeonatos nacionales (21)
- Virsliga (2): 2005, 2009
- Copa de Letonia (9): 1946, 1947, 1948, 1953, 1954, 1955, 1963, 1964, 2006
- Liga Báltica (1): 2007
- Liga Sovíetica de Letonia (9): 1946, 1947, 1949, 1951, 1953, 1954, 1956, 1957, 1958

## Participación en competiciones de la UEFA
| Temporada | Torneo                | Ronda            | Club              | Casa | Visita | Global      |
| --------- | --------------------- | ---------------- | ----------------- | ---- | ------ | ----------- |
| 1998/99   | Recopa de Europa      | 1                | Keflavík          | 4–2  | 0–1    | 4–3         |
| 1998/99   | Recopa de Europa      | 2                | Braga             | 0–0  | 0–4    | 0–4         |
| 1999/00   | UEFA Cup              | Clasificatoria   | Lech Poznań       | 3–2  | 1–3    | 4–5         |
| 2001      | UEFA Intertoto Cup    | 1                | Cork City         | 1–0  | 2–1    | 3–1         |
| 2001      | UEFA Intertoto Cup    | 2                | Heerenveen        | 3–2  | 1–6    | 4–8         |
| 2000/01   | UEFA Cup              | Clasificatoria   | Brann             | 1–1  | 0–1    | 1–2         |
| 2002/03   | UEFA Cup              | Clasificatoria   | Kärnten           | 0–2  | 2–4    | 2–6         |
| 2003/04   | UEFA Cup              | Clasificatoria   | Dinamo Bucarest   | 1–1  | 2–5    | 3–6         |
| 2004/05   | UEFA Cup              | Clasificatoria 1 | B36               | 8–1  | 3–1    | 11–2        |
| 2004/05   | UEFA Cup              | Clasifiatoria 2  | Östers            | 1–1  | 2–2    | 3–3 (a)     |
| 2004/05   | UEFA Cup              | 1                | Schalke 04        | 0–4  | 1–5    | 1–9         |
| 2005/06   | UEFA Cup              | Clasificatoria 1 | NSÍ               | 3–0  | 3–0    | 6–0         |
| 2005/06   | UEFA Cup              | Clasificatoria 2 | Genk              | 2–3  | 0–3    | 2–6         |
| 2006/07   | UEFA Champions League | Clasificatoria 1 | Aktobe            | 1–0  | 1–1    | 2–1         |
| 2006/07   | UEFA Champions League | Clasificatoria 2 | Dynamo Kiev       | 1–4  | 0–4    | 1–8         |
| 2007/08   | UEFA Cup              | Clasificatoria 1 | Dinamo Brest      | 1–1  | 2–1    | 3–2         |
| 2007/08   | UEFA Cup              | Clasificatoria 2 | AIK               | 3–2  | 0–2    | 3–4         |
| 2008/09   | UEFA Cup              | Clasificatoria 1 | Glentoran         | 2–0  | 1–1    | 3–1         |
| 2008/09   | UEFA Cup              | Clasificatoria 2 | Vaslui            | 0–2  | 1–3    | 1–5         |
| 2009/10   | UEFA Europa League    | Clasificatoria 2 | Dinamo Tbilisi    | 2–1  | 1–3    | 3–4         |
| 2010/11   | UEFA Champions League | Clasificatoria 2 | Sparta Prague     | 0–3  | 0–2    | 0–5         |
| 2011/12   | UEFA Europa League    | Clasificatoria 2 | Red Bull Salzburg | 1–4  | 0–0    | 1–4         |
| 2012/13   | UEFA Europa League    | Clasificatoria 1 | SP La Fiorita     | 4–0  | 2–0    | 6–0         |
| 2012/13   | UEFA Europa League    | Clasificatoria 2 | Legia Varsovia    | 2–2  | 1-5    | 3-7         |
| 2013/14   | UEFA Europa League    | Clasificatoria 1 | Prestatyn Town    | 2–1  | 1–2    | 3–3 (3-4 p) |

## Gerencia
| Puesto               | Nombre             |
| -------------------- | ------------------ |
| Presidente           | Sergejs Zaharjins  |
| Dueño                | Ilgvars Šēns       |
| Director Financiero  | Aleksandrs Rogoza  |
| Director deportivo   | Vladimirs Osipovs  |
| Gerente General      | Jurijs Romaņenkovs |
| Secretario de Prensa | Harvejs Rudzītis   |

## Entrenadores
| - Kārlis Tīls (1945–48), (Daugava Liepāja coach) - Arturs Bušs (1949–51) - Ernests Ziņģis(1953–54) - Afanasijs Ptičkins (1954–60) - Hārdijs Blūms (1961) - Lev Korchebokov (1962–63) - Afanasijs Ptičkins (1964–65) - Lev Korchebokov (1966–67) - Boriss Graps (1967–68) - Raimonds Dambis (1969–70) - Zigfrīds Driķis (1971) - Afanasijs Ptičkins (1971–75) - Vladimirs Davidovs (1976–78) - Valentīns Obrivins (1976–78) | - Boris Reinhold (1978–80) - Valentīns Obrivins (1981–82) - Eduards Vlasovs (1983–84) - Vladimirs Žuks (1985–88) - Jānis Mežeckis (1989–90) - Aivars Sveilis (1991) - Jānis Zuntners (1991) - Aleksandrs Jurenko (1992) - Jānis Zuntners (1993–94) - Eduards Safjanovs (1994) - Ilmārs Verpakovskis (1994) - Viktors Ņesterenko (1995) - Vladimirs Žuks (1996) - Šendelas Geršovičius (1996) | - Jānis Gilis (1997) - Jurijs Popkovs (1998–00) - Anatoli Shelest (2000–01) - Vladimir Mukhanov (2002) - Viktors Lukins (julio de 2002–junio de 2003) - Benjaminas Zelkevičius (enero de 2004–diciembre de 2007) - Jurijs Andrejevs (2007–08) - Vladimirs Osipovs (diciembre de 2007–julio de 2008), (interino) - Rüdiger Abramczik (agosto de 2008–diciembre de 2010) - Vladimirs Osipovs (enero de 2011–12) - Dmitrijs Kalašņikovs (2012), (intrino) - Jānis Intenbergs (noviembre de 2012–) |